# Thessitus feae
Thessitus feae är en insektsart som beskrevs av Schmidt 1911. Thessitus feae ingår i släktet Thessitus och familjen Eurybrachidae. Inga underarter finns listade i Catalogue of Life.